# Noce (torrente del Piemonte)
Il Noce è un torrente del Piemonte, affluente in destra idrografica del Chisola. Il suo corso si sviluppa interamente nel territorio della città metropolitana di Torino; il perimetro del suo bacino è 33 km.

## Percorso
Nasce dal versante meridionale del monte Freidour in una frazione montana del comune di Frossasco e, dirigendosi verso sud, scava una breve vallata raggiungendo ed attraversando poi gli abitati prima di Cantalupa e poi di Frossasco.
Uscito sulla pianura il suo corso piega decisamente verso est e viene scavalcato dalla ex-SS 589 dei Laghi di Avigliana. Dopo aver divagato nelle campagne pinerolesi riceve da sinistra il contributo del torrente Arcolero e si getta infine nel Chisola a quota 262 m, nei pressi della cascina Toschera.

## Principali affluenti

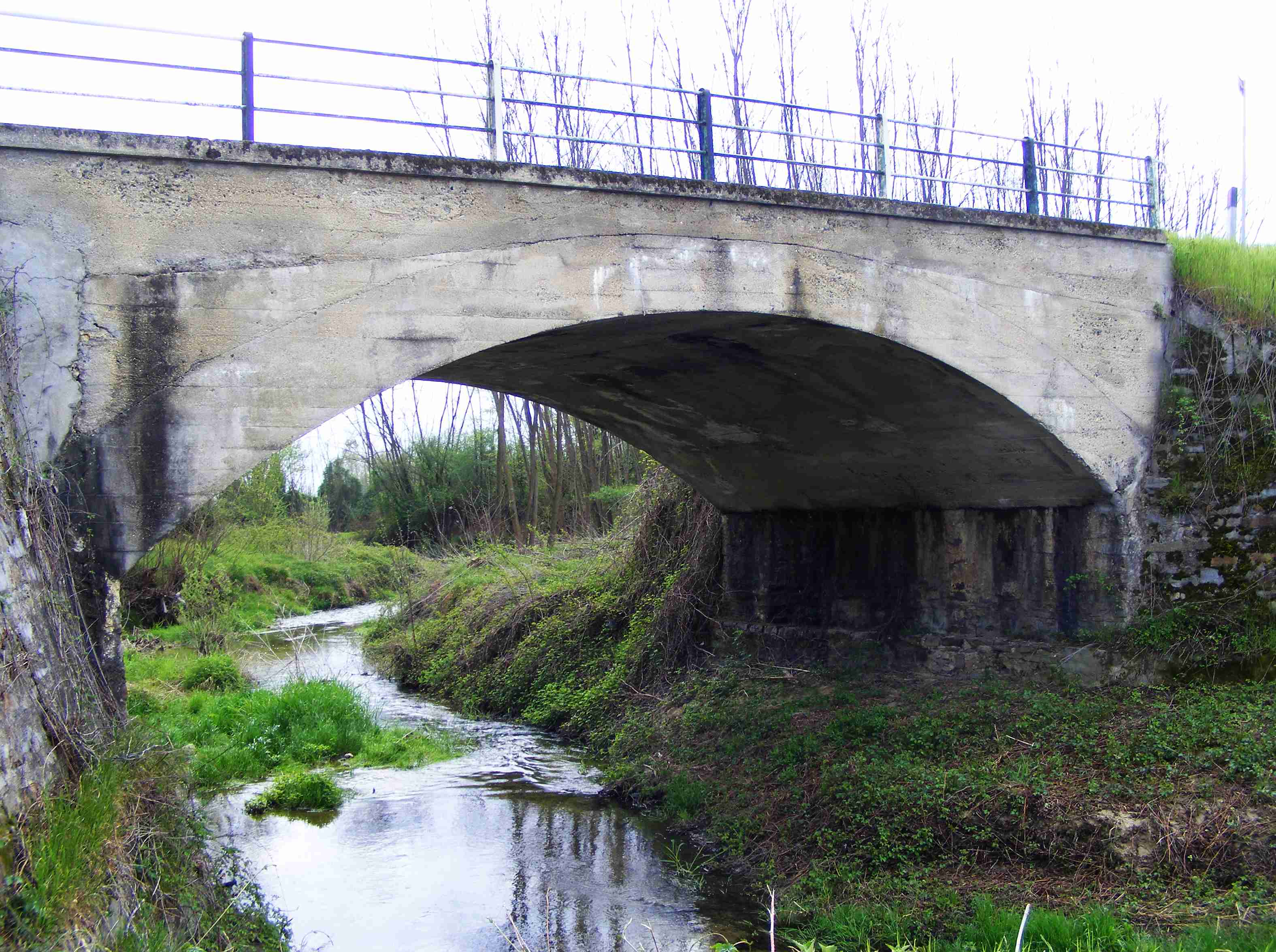
Il ponte sul Noce della SP 146

Data la vicinanza con il Rio Torto di Roletto il Noce non ha affluenti di particolare rilievo in destra idrografica. In sinistra idrografica riceve invece l'importante contributo del Torrente Arcolero. Questo nasce sulle montagne ad ovest di Tavernette (Cumiana) e, dopo essere stato scavalcato dalla ex-SS 589 dei Laghi di Avigliana, sfocia nel Noce nei pressi della frazione Lupi (268 m). Poco a monte della confluenza raccoglie da destra anche le acque del Rio Chiaretto il quale, provenendo dalla Rocca della Gallina, prima di sboccare nell'Arcolero corre per un lungo tratto quasi parallelo allo stesso.

## Storia
Nei pressi del corso d'acqua si combatté verso la fine del XVIII secolo la Battaglia della Marsaglia.
Nonostante la portata in genere limitata il Noce ha provocato in passato danni con le proprie esondazioni come ad esempio tra il 28 e il 29 aprile del 2000, quando allagò l'Istituto Salesiano situato in località Cascine Nuove (Cumiana).